# مصلحة شؤون القبائل
مصلحة شؤون القبائل هي مصلحة يمنية أسسها الرئيس السابق علي عبد الله صالح في مطلع الثمانينيات جهازا لتنظيم توزيع "الريع" على النخب القبلية، وأسس لها فروعا في كل محافظات اليمن، وهي مصلحة لا يوجد قانون ينظمها، وتدار وفقا لتعليمات شخصية مباشرة، لتقديم عطايا مالية شهرية منتظمة لشيوخ القبائل، وقد بلغ عدد الشيوخ المسجلين لديها حتى العام 2005 حوالي 399 شيخا، منهم 8 شيوخ مشايخ، و 69 شيخ ضمان، و 222 شيخا و 100 شيخ محل أو عاقل حارة. ولكل شيخ حظ باعتماد من 300 إلى 500 حالة معتمدة يتم صرف معاش لها من خزينة الدولة. يقع مقر المصلحة في حي الصافية بجانب مقر الحزب الاشتراكي اليمني بالعاصمة صنعاء.

## تاريخ
أستحدث نظام الجمهورية العربية اليمنية الذي أطاح بحكم المملكة المتوكلية اليمنية في ثورة 26 سبتمبر 1962م «وزارة شئون القبائل» تهتم بشئون القبائل في ثالث حكومة من حكومات الثورة في العام 1963.
أرتبط ذلك بظروف تاريخية تمثلت بانقسام القبائل بين مؤيد لثورة 26 سبتمبر ورافض لها، حيث ساندت العديد من القبائل القوى الملكية حتى عام 1967 فكان أساس الإنشاء أمنياً وهدفها مؤقت انتهى بانتصار القوى الجمهورية واندحار القوى الملكية عام 67م وكانت حينها «وزارة شئون القبائل» من الوزارات الأساسية والمقربة من صانع القرار يشغل مهامها وزير الدولة لشئون القبائل ونائب لرئيس الوزراء.

### الارياني
دخل العسكريون طرفاً في معارك السياسة ابتداء من الصراع حول إنشاء المجلس الوطني، حيث قدمت القوات المسحلة ما عرف بقرارات تصحيح للقوات المسلحة في 1971، والذي شكل بداية انقسام حقيقي في السلطة وبشكل خاص الخلاف بين مجلس الشورى الذي يسيطر عليه كبار شيوخ القبائل ب93 مقعداً من أصل 159 مقعد، مثلت القرارات رد فعل المؤسسة العسكرية تجاه الوضع السياسي والاقتصادي السائد في مطلع السبعينات الذي أتسم بالفساد وانتشار الرشوة وهيمنة القبيلة على مؤسسات الدولة، وطالب ضباط التصحيح بإيقاف الأموال التي تقدمها الدولة لمشائخ القبائل، وتنقية مجلس الشورى من العناصر التي تسللت اليه، في أغسطس 1971 استقالت الحكومة وبرر رئيس الوزراء أحمد محمد نعمان استقالة الحكومة لعدم قدرتها على الوفاء بالتزاماتها بسبب استنزاف شيوخ القبائل لميزانية الدولة وفي ديسمبر 1972 استقالة حكومة محسن العيني بسبب مطالبه التي لم يستجاب لها وهي حل مجلس الشورى الذي يهيمن عليه المشائخ وحل مصلحة شؤون القبائل ووقف ميزانية المشائخ. أما شيوخ القبائل فقد حملوا المجلس الجمهوري ورئيسة القاضي عبد الرحمن الإرياني مسؤولية ما آلت إليه أوضاع البلاد.
كانت الأجواء السياسية في صنعاء 1973 شديدة التوتر، وقد وقف عدد من العسكريين إلى جانب شيوخ قبائل ضد رئيس المجلس الجمهوري القاضي عبد الرحمن الأرياني وقد أجبر على تقديم استقالته في 13 يونيو 1974 إلى رئيس مجلس الشورى عبد الله بن حسين الأحمر الذي أحالها مرفقة باستقالته إلى القوات المسلحة، وتولى السلطة مجلس عسكري مكون من سبعة عقداء برئاسة المقدم إبراهيم الحمدي.

### الحمدي
قامت حركة 13 يونيو التصحيحية بقيادة المقدم إبراهيم الحمدي والذي بدأ من أول رئاسته (1974 -1977) التقليل من دور مشائخ القبائل في الجيش والدولة وألغى وزارة شئون القبائل ألغيت الوزارة باعتبارها معوقاً للتنمية الاقتصادية والاجتماعية وتحولت إلى إدارة خاصة تحت مسمى الإدارة المحلية تقدم الاستشارة وقام بتجميد العمل بالدستور وحل مجلس الشورى، وفي 27 يوليو 1975 الذي أطلق عليه «يوم الجيش» أصدر قرارات بإبعاد العديد من شيوخ القبائل من قيادة المؤسسة العسكرية.
أعادها علي عبد الله صالح ك«مصلحة شئون القبائل» في الثمانينات تتبع الداخلية، إلا أنها لم تكن تمثل القبيلة أو تهتم بشئونها الخدمية والتنموية.
بعد قيام الوحدة اليمنية اتسع نطاق المصلحة الإداري والمالي وأصبحت لها مكاتب في عموم المحافظات يديرها عدد من الموظفين برئاسة رئيس مجلس قبلي في كل محافظة بدرجة مدير عام خاص بشئون القبائل وآلاف الموظفين لا يوجد منهم أحد وليس لهم أي مهام أو اختصاص يقومون بها سوى تسجيل المزيد من المشائخ الجدد بفضل تفعيل إعادة إنتاج القبيلة بصورة ليست أقل سوءا من سلبياتها لا إيجابياتها.

## الحصول على صفة شيخ
المشيخة فيها مقامات، ف«شيخ للقرية» و«شيخ عزلة» و«شيخ ضمان» و«شيخ قبيلة» وشيخ بلا قبيلة ولكل شيخ حظ باعتماد من 300 إلى 500 حالة إعاشة معتمدة وشيخ يتم اعتماده من شيخ ضمان وآخر يحصل على توقيع المحافظ، طرق التزكية والرضا.
الحصول على صفة شيخ مع اعتماد مرافقين يشترط على كل من يطلب صفة شيخ أن يأتي بتوقيعات 100 إلى 200 مواطن كقاعدة انتخابية، منهم عقال. ويتم اعتمادها في محكمة المديرية ومن ثم مدير المديرية وكذلك الموافقة عليها من فرع شئون القبائل في المحافظة ويشترط أن يوقع عليها كل من شيخ العزلة والمحافظ.

## الميزانية
تبلغ ميزانية «مصلحة شؤون القبائل» ما يقارب 13 مليار ريال يمني يتم اعتمادها في موازنة الدولة كل عام.

## إلغاء المصلحة

شعار حملة شبابية أطلقها الشباب لإلغاء مصلحة شؤون القبائل

بعد مطالبات ومسيرات شعبية عديدة للمطالبة بإلغاء المصلحة والحفاظ على ميزانية الدولة، تعهد رئيس الوزراء محمد سالم باسندوة بإيقاف التحويلات المالية لشيوخ القبائل عبر «مصلحة شؤون القبائل» الحكومية وهي المصلحة الحكومية الوحيدة من نوعها في العالم إلا أن الرئيس عبد ربه منصور هادي استفاد من القبائل خلال حربه التي شنها على ماعرف باسم جماعة أنصار الشريعة في أبين ممايشير إلى صعوبة الولادة الجديدة التي إرتقبها شباب ساحات التغيير